# Werner Lemke
Werner O. Lemke (* 3. Juli 1914 in Sulimmen (heute polnisch Sulimy); † 1. September 1986 in Lübeck) war ein deutscher Germanist, Klassischer Philologe, Philosoph und Pädagoge.

## Leben

### Herkunft und Schule
Werner Otto Lemke wurde 1914 in Sulimmen als ältester Sohn des  Polizeibeamten Otto Friedrich Lemke und seiner Frau Minna Gertrud Lemke, geb. Jeschonnek, geboren. Er besuchte die Kieler Gelehrtenschule und erhielt für seine Goethekenntnisse sowie dichterische und schauspielerische Leistungen 1932 einen Preis des damaligen Preußischen Ministers für Wissenschaft, Kunst und Volksbildung, Adolf Grimme. 1934 schloss er mit der allgemeinen Hochschulreife ab.

### Ausbildung und Kriegsdienst
Nach dem Abitur studierte Lemke als Werkstudent Germanistik, Klassische Philologie, Archäologie und Philosophie an den Universitäten München und Kiel, unter anderem bei Kurt Hildebrandt, dessen wissenschaftlicher Assistent am Lehrstuhl für Philosophie er von 1938 bis 1940 war. Durch Hildebrandt, der selbst dem George-Kreis angehörte, kam es zu einer prägenden Begegnung mit dem Werk des Dichters Stefan George. Lemkes Dissertation „Entwicklung des deutschen Staatsgedankens bei Friedrich Nietzsche“, eine staatsphilosophische Untersuchung, mit der er im März 1940 die Doktorwürde erlangte, wurde mit „sehr gut“ bewertet, brachte ihm aber einen Tadel der  Parteiamtlichen Prüfungskommission zum Schutze des nationalsozialistischen Schrifttums ein. Nachdem sein Doktorvater Kurt Hildebrandt zunächst die Zurückstellung vom Kriegsdienst aufgrund der Promotion hatte erwirken können, wurde Lemke im April 1940 schließlich doch eingezogen. Aufgrund seiner Sprachkenntnisse kam er zur Erich Fellgiebel unterstellten Nachrichtentruppe der Wehrmacht nach Halle-Dölau und von dort an verschiedene Einsatzorte.
Während seines Kriegsdienstes legte Lemke 1941 in Kiel die wissenschaftliche Prüfung für das Lehramt an höheren Schulen in den Fächern Deutsch, Griechisch und Philosophische Propädeutik ab. Ein Jahr später, 1942, erschien seine deutsche Übersetzung von Platons Dialogen Timaios und Kritias in der Jubiläumsausgabe von Reclams Universal-Bibliothek (Nr. 7517/7518).

### Lehrtätigkeit und Privates
1946 und 1947 holte Lemke die pädagogische Ausbildung am Kieler Studienseminar und an der Kieler Gelehrtenschule nach und kam 1947 als Assessor ans Katharineum zu Lübeck, dem er als Studienrat bis zu seinem Ruhestand 1978 angehörte. In diesen 31 Jahren trug Lemke nicht nur wesentlich zum Schulleben bei, sondern hatte auch Anteil am humanistischen Bildungswesen der Stadt Lübeck. Aus seiner wissenschaftlichen Arbeit heraus entstanden Übersetzungen unter anderem von Pindar, Aufsätze und Vorträge über das platonische Staatsethos, über Dante Alighieri als Erzieher, über das Vaterbild in der Dichtung Griechenlands, Goethe und den Philosophieunterricht. Gemeinsam mit Kurt Hildebrandt, dem er bis zu dessen Tod 1966 verbunden blieb, veranstaltete er in Kiel und Lübeck zahlreiche Symposien, die insbesondere der Dichtung galten. Lemke arbeitete an den „Lehrplanrichtlinien für die Gymnasien Schleswig-Holsteins“ für die Fächer Deutsch und Philosophie mit und war unter anderem Vorsitzender der Ortsgruppe Lübeck des Deutschen Altphilologenverbandes.
Werner Lemke war von 1940 bis zu seinem Tod mit Renate Lemke, geb. Reitz, der ältesten Tochter des Bratschisten Karl Reitz, verheiratet und hatte vier Kinder. Des Weiteren hatte er sechs Enkelkinder, unter anderem die Kulturmanagerin Anna Duque y González de Durana. Er wurde auf dem  Parkfriedhof Eichhof in Kiel beigesetzt.

## Schriften und Aufsätze (Auswahl)
- Opfer der Frühe. Selbstverlag, Kiel 1936.
- Der Zwiegesang. Selbstverlag, Kiel 1938.
- Entwicklung des deutschen Staatsgedankens bei Friedrich Nietzsche. Felix Meiner, Leipzig 1941.
- Platon: Timaios und Kritias. In neuer Übersetzung von Werner Lemke und mit einer Einführung von Kurt Hildebrandt. Reclam-Verlag, Leipzig 1942.
- als Hrsg.: Kurt Hildebrandt – Ein Weg zur Philosophie. Bouvier, Bonn 1962.
- Das Vaterbild in der Dichtung Griechenlands. In: Hubertus Tellenbach (Hrsg.): Das Vaterbild in Mythos und Geschichte: Ägypten, Griechenland, Altes Testament, Neues Testament. Mit weiteren Texten von Hans-Georg Gadamer, Jan Assmann, Günther Bornkamm und Lothar Perlitt. Kohlhammer, Mainz 1976, ISBN 3-17-002645-3.
- Zum Verständnis des Mythos und seiner Wiedergeburt in der Dichtung. In: Hefte der Deutschen Thomas Mann-Gesellschaft. Heft 1, 1981, S. 32–44.
- Tabulae Lubicenses (Zeichnungen: Johannes Thoemmes). Selbstverlag, Lübeck 1981.
- Damals und heute. Ein Lehrer erinnert sich. In: Katharineum zu Lübeck: Festschrift zum 450jährigen Bestehen. Bund der Freunde des Katharineums, Lübeck 1981, S. 94–99.